# أليس هاسكينز
أليس هاسكينز (بالإنجليزية: Alice Haskins) هي عالمة نبات أمريكية، ولدت في 24 أبريل 1880 في أكتون في الولايات المتحدة، وتوفيت في 16 أكتوبر 1971 في سانتا كلارا في الولايات المتحدة.